# Teenage Dream (cântec)
Teenage Dream este o melodie a cântăreței americane Katy Perry. A fost lansată ca al doilea single de pe al treilea album de studio cu acelasi nume pe 23 iulie 2010. Perry și Bonnie McKee au scris multe piese împreună, dar au fost respinse de producătorii Benny Blanco și Dr. Luke. Blanco le-a arătat single-ul „Homecoming” al The Teenagers, iar McKee și-a imaginat „Teenage Dream” ca pe un cântec de revenire la sentimentele euforice de a fi îndrăgostit la adolescență. S-au întâlnit cu Max Martin în orașul natal al lui Perry, Santa Barbara, California și au început să scrie piesa la Playback Recording Studio, pe care Perry a descris-o ulterior drept un moment pur pentru ea. După ce Perry și-a înregistrat vocea, McKee și-a prezentat ideea și corul a fost rescris. Perry a descris, de asemenea, piesa ca o reminiscență a tinereții sale, în timp ce contempla viitoarea căsătorie cu Russell Brand.